# Comité Olympique Monégasque
Das Comité Olympique Monégasque (dt.: Monegassisches Olympisches Komitee) ist das Nationale Olympische Komitee von Monaco und verantwortlich für die Repräsentation und Interessensvertretung des Landes beim IOC.
Zu seinen Aufgaben zählt unter anderem das Entsenden monegassischer Sportler zu den Olympischen Spielen.
Das Komitee wurde 1907 gegründet und vom IOC im folgenden Jahr anerkannt.
Präsident des Komitees ist Fürst Albert II.